# (6393) 1990 HM1
(6393) 1990 HM1 (1990 HM1, 1978 EO3, 1979 HL5, 1982 VG1, 1990 JJ1) — астероїд головного поясу.
Тіссеранів параметр щодо Юпітера — 3,168.